# Sveriges kulturbudget
Sveriges kulturbudget är den ekonomi som tilldelas av den svenska regeringen varje år för kultur och medier. 

## Utgifternas storlek

### Samhällets kulturutgifter (2017)
Myndigheten för kulturanalys ansvarar sedan den 1 januari 2012 för officiell statistik inom ämnesområdet kultur och fritid. Kulturanalys sammanställer varje eller vartannat år officiell statistik om statliga, regionala och kommunala utgifter för kultur.
Myndighetens rapport Samhällets utgifter för kultur 2017 (Kulturfakta 2018:5) innehåller officiell statistik för statistikområdet samhällets kulturutgifter för år 2017. Med samhällets kulturutgifter avses här de offentliga aktörernas, det vill säga statens, regioners/landstings och kommuners, anslag till kultur.
|                    | Utgift, miljoner kr |
| ------------------ | ------------------- |
| Stat               | 12 333              |
| Regioner/landsting | 4 435               |
| Kommuner           | 11 495              |
| Totalt             | 28 262              |
|                    |                     |
| Per invånare       | 2 793 kr            |

Statens utgifter för kultur delas upp i tre huvudområden: kultur, folkbildning och medier. År 2017 uppgick statens samlade kulturbudget till cirka 12,3 miljarder kronor. Jämfört med 2016 är detta en ökning med 216 miljoner kronor, 1,8 procent, i 2017 års priser. Statens samlade kulturbudget har ökat med nära 15 procent jämfört med 2008. Som andel av statsbudgeten utgjorde kulturområdet omkring 1,3 procent åren 2008–2017, med mindre variationer.
Regionernas/landstingens kostnader för kultur kan fördelas på fyra områden: scenkonst (teater och musik), museer, folkhögskolor och övrigt. De sammanlagda medlen för kultur i regionerna/landstingen uppgick 2017 till 4,4 miljarder kronor. Jämfört med 2016 är detta en ökning med 262 miljoner kronor, 6,3 procent, i 2017 års priser. Kulturens andel av samtliga regioners/landstings totala verksamhetskostnader var omkring 1,5 procent åren 2008–2017, med mindre variationer mellan åren.
Kommunernas kostnader för kultur fördelas på posterna bibliotek, allmän kulturverksamhet, musikskola/kulturskola och stöd till studieorganisationer. Kommunernas sammanlagda kulturutgifter uppgick 2017 till cirka 11,5 miljarder kronor. Jämfört med 2016 är detta en ökning med 23,6 miljoner kronor, 0,2 procent, i 2017 års priser. Kommunernas kostnader för kultur har ökat med 13 procent jämfört med 2008. Kulturens andel av samtliga kommuners totala verksamhetskostnader var 2,17 procent 2017, en minskning från 2,40 procent år 2008.

### Huvud- och delområden
| År                                                                   | 2017   |
| -------------------------------------------------------------------- | ------ |
| KULTUR                                                               | 7 599  |
| Kulturområdesövergripande verksamhet*                                | 1 821  |
| Museer och utställningar                                             | 1 537  |
| Teater, dans och musik                                               | 1 315  |
| Kulturmiljö                                                          | 940    |
| Arkiv                                                                | 387    |
| Ersättning och bidrag till konstnärer                                | 416    |
| Film                                                                 | 547    |
| Litteraturen, läsandet, och språket                                  | 329    |
| Skapande skola                                                       | 187    |
| Bildkonst, arkitektur, form och design                               | 81     |
| Forskning                                                            | 40     |
| FOLKBILDNING                                                         | 4 074  |
| MEDIEFRÅGOR                                                          | 659    |
| SUMMA                                                                | 12 333 |
| Källa: myndighetens bearbetning av data från Ekonomistyrningsverket. |        |

## Jämförelser med andra länder

### Jämförelse av EU:s medlemsländer
EU:s statistiska myndighet Eurostat presenterar årligen harmoniserad statistik om statliga utgifter för kultur av alla EU:s medlemsstater samt Island, Norge och Schweiz.
2017 uppgick de 28 medlemsländernas statliga utgifter (government expenditure) för kulturella tjänster, utsändningar (public service) och publicering till närmare 100 miljarder euro eller 1.4% av de totala offentliga utgifterna.
2017 uppgick Sveriges statliga utgifter för kultur och medier till 1% av statsbudgeten. Av EU:s medlemsländer hade 2017 Grekland de lägsta siffrorna med 0.3% av statsbudgeten och Lettland den högsta med 3.0%.

### Jämförelse mellan länder 1987
David Throsby jämförde hur direkta offentliga utgifter för kultur skiljde sig åt mellan framför allt USA och en rad andra länder 1987 (se tabell nedan). I jämförelse med många andra länder finansierades konst och kultur i USA 1987 till mindre del med statliga medel.
| Offentliga utgifter för konst/kultur och museer, 1987 | Offentliga utgifter för konst/kultur och museer, 1987 | Offentliga utgifter för konst/kultur och museer, 1987 | Offentliga utgifter för konst/kultur och museer, 1987 |
| Land                                                  | Andel av statsbudget, %                               | Andel av BNP, %                                       | Totalutgift, $ per capita                             |
| ----------------------------------------------------- | ----------------------------------------------------- | ----------------------------------------------------- | ----------------------------------------------------- |
| USA                                                   | 0,05                                                  | 0,02                                                  | 3,3                                                   |
| Australien                                            | 0,39                                                  | 0,11                                                  | 19,1                                                  |
| Storbritannien                                        | 0,41                                                  | 0,14                                                  | 16,0                                                  |
| Kanada                                                | 0,34                                                  | 0,18                                                  | 28,3                                                  |
| Tyskland                                              | 0,79                                                  | 0,21                                                  | 39,1                                                  |
| Frankrike                                             | 0,77                                                  | 0,22                                                  | 35,0                                                  |
| Nederländerna                                         | 0,45                                                  | 0,23                                                  | 33,5                                                  |
| Sverige                                               | 0,42                                                  | 0,24                                                  | 45,2                                                  |

## Fördelning
Enligt rapporten ”Kultur i hela landet”, sammanställd av organisationen Hela Sverige, gick 44 procent av de 5 miljarder kronor staten delade ut under år 2016 till Stockholms län. Det motsvarar ungefär 900 kronor per år och invånare i länet, jämfört med ungefär 500 kronor till en genomsnittlig invånare i Sverige. Skillnaden kan delvis förklaras av att många nationella institutioner finns eller har huvudkontor i Stockholm, men kompliceras av att Stockholms läns landsting och flera kranskommuner lägger mindre pengar på kultur än många andra kommuner i landet.